# Chitãozinho e Xororó

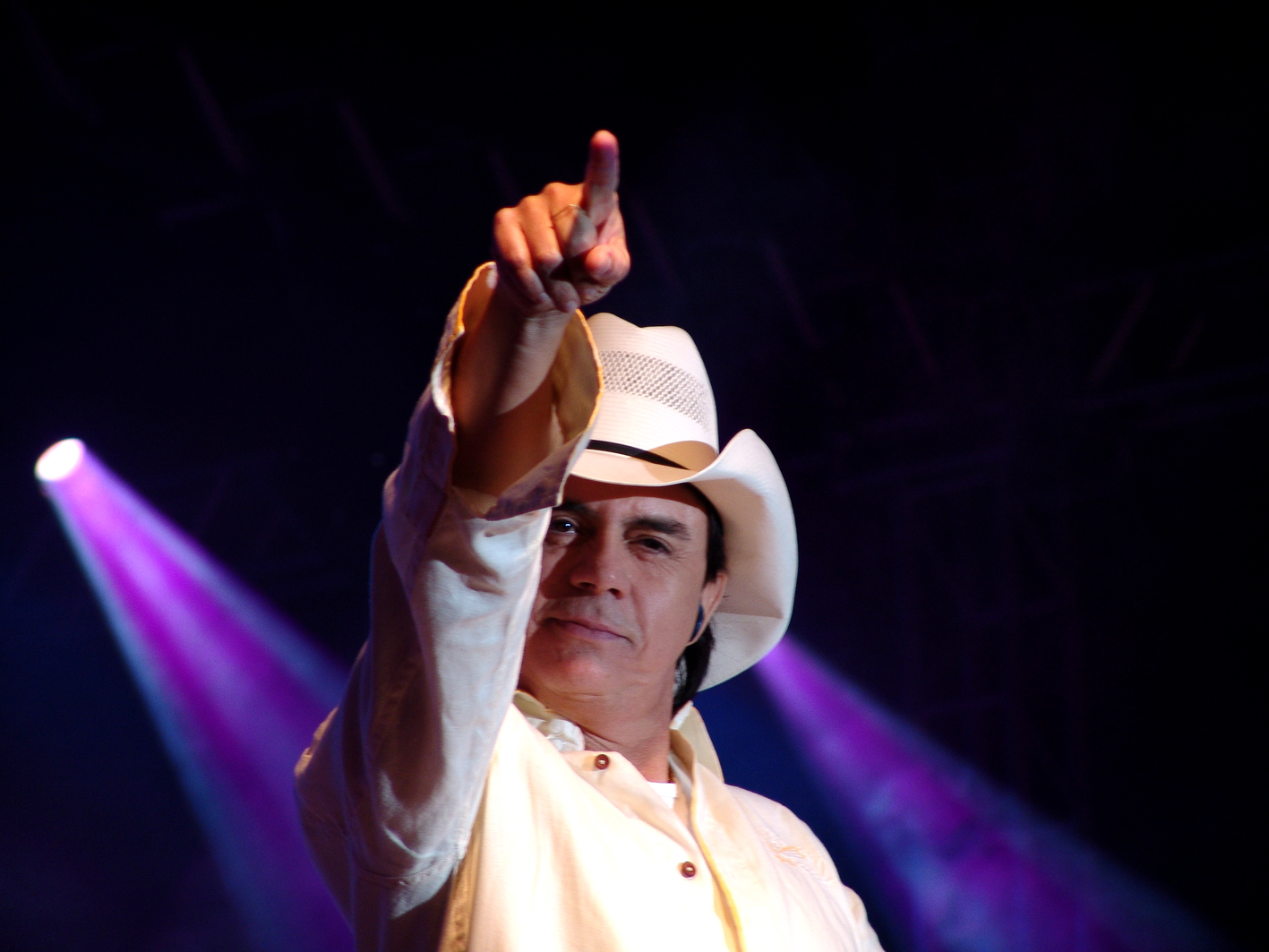
Der Sänger Chitãozinho (2006)

Chitãozinho e Xororó sind ein brasilianisches Musikduo der Música sertaneja. Die beiden Brüder stammen aus Astorga (Paraná). Chitãozinho heißt eigentlich José Lima Sobrinho (* 5. Mai 1954), Xororós bürgerlicher Name ist Durval de Lima (* 30. September 1957).

## Hintergrund
Die beiden Sänger und Gitarristen mit den Künstlernamen Chitãozinho und Xororó gehören seit 1982 zu den großen Stars dieser Musikrichtung und wurden von den brasilianischen Medien gezielt nach dem Vorbild nordamerikanischer Country-Stars aufgebaut. Ihre erste Schallplatte nahmen sie 1970 auf. Zum Zeitpunkt seines 30-jährigen Bühnenjubiläums im Jahre 2000 hatte das Duo insgesamt 30 Millionen Platten verkauft.
Die Tochter von Durval de Lima (Xororó), Sandy (* 1983), und deren Bruder Junior Lima (* 1984) traten zwischen 1991 und 2007 ebenfalls erfolgreich als Künstlerduo Sandy & Junior auf.
Chitãozinho e Xororó ist in Brasilien auch zum Synonym für den Haarschnitt geworden, der im deutschsprachigen Raum Vokuhila genannt wird.

## Diskografie (Auswahl)

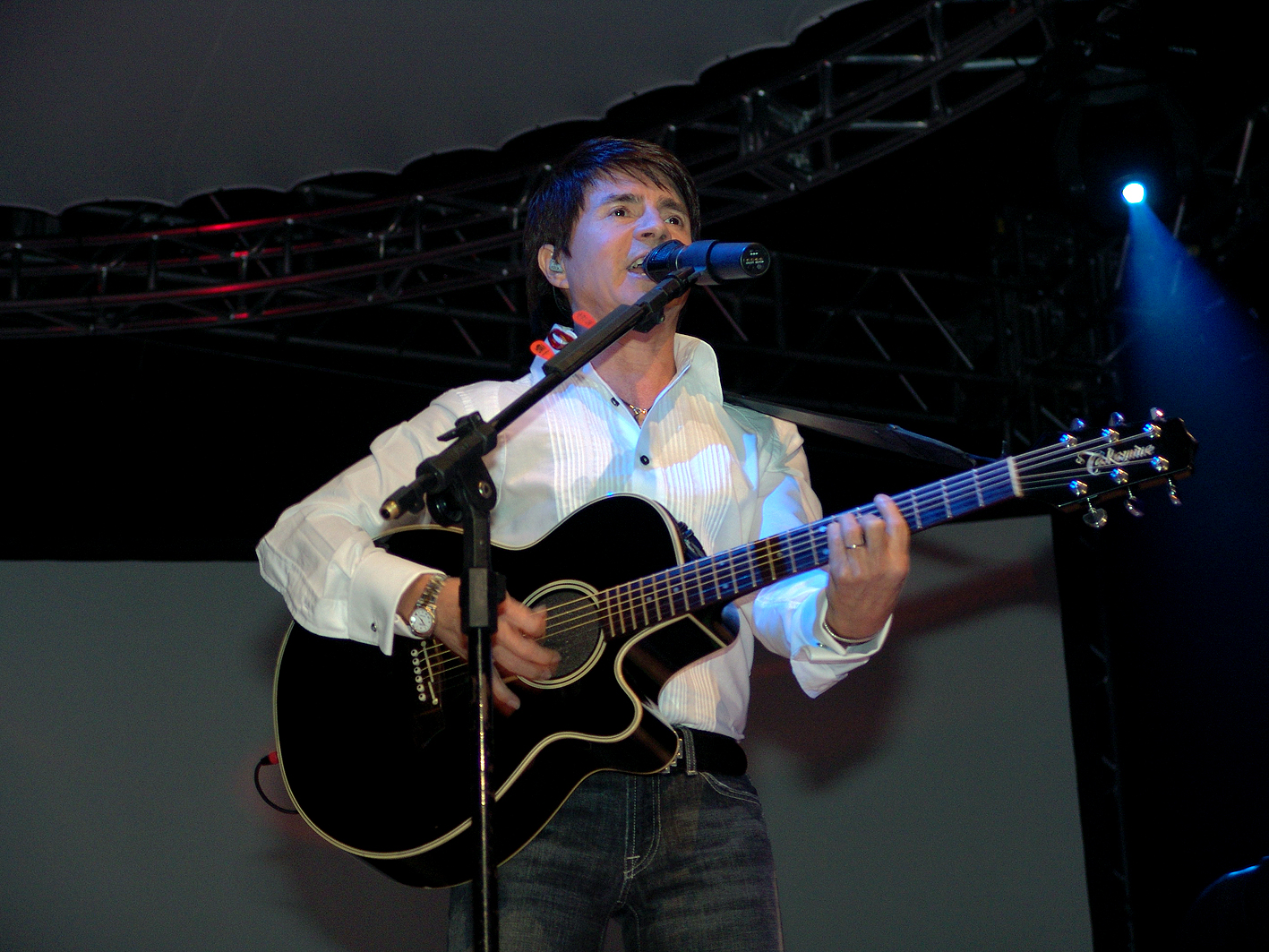
Xororó (2006)

### Alben
- 1990: Cowboy do Asfalto (BR: Platin)[2]
- 1996: Classicos Sertanejos (BR: Diamant)
- 1997: Em família (BR: ×3Dreifachplatin )
- 1998: Raizes Sertanejas (BR: Gold)
- 1998: Na Aba Do Meu Chapéu (BR: ×2Doppelplatin )
- 1998: Pura Emoção (BR: Gold)
- 1999: Alô (BR: Platin)
- 2000: Série Bis (BR: Gold)
- 2000: Inseparáveis (BR: Gold)
- 2000: 30 anos de Coragem (BR: Platin)
- 2004: Aqui o Sistema é Bruto (BR: Platin)
- 2017: Elas Em Evidências (Ao Vivo) (BR: Gold)

### Singles
- 1995: Páginas De Amigos (BR: Platin)
- 2017: Alô - Ao Vivo No Rio de Janeiro / 2017 (BR: Platin)
- 2017: Página de Amigos - Ao Vivo No Rio de Janeiro / 2017 (BR: Gold)
- 2017: Fio de Cabelo - Ao Vivo No Espaço das Américas, SP / 2016 (BR: Gold)
- 2017: Evidências - Ao Vivo No Espaço das Américas, SP / 2016 (BR: Gold)
- 2017: Caipira/Majestade O Sabiá - Medley/Ao (BR: Gold)

### Videoalben
- 2000: 30 anos de Coragem (BR: Platin)
- 2003: Ao Vivo em Garibaldi (BR: Platin)